# Miss Rio Grande do Sul 1964
Miss Rio Grande do Sul 1964 foi a 11ª edição do tradicional concurso de beleza feminino de Miss Rio Grande do Sul, válido para a disputa nacional de Miss Brasil, único caminho para o Miss Universo. Participaram da competição vinte (20) candidatas municipais em busca do título que pertencia à porto-alegrense Ieda Maria Vargas, eleita Miss Brasil 1963 e Miss Universo 1963, vencedora do título no ano anterior.

## Resultados

### Colocações
| Colocação | Município e Candidata               |
| Vencedora | - Montenegro - Rosa Maria Gallas    |
| 2º. Lugar | - Porto Alegre - Eleonora Leitão    |
| 3º. Lugar | - São Leopoldo - Mariza Flores      |
| 4º. Lugar | - Cachoeira do Sul - Mariza Homrich |
| 5º. Lugar | - Novo Hamburgo - Iara Bernd        |
| 6º. Lugar | - Rosário do Sul - Marieta Chagas   |

### Prêmio Especial
O prêmio à candidata mais simpática voltada à disputa:
| Colocação     | Município e Candidata            |
| Miss Simpatia | - São Gabriel - Vera Lúcia Nagel |

## Candidatas
Disputaram o título este ano:
| - Bagé - Marlene Pitzer - Cachoeira do Sul - Mariza Helena Homrich - Campo Bom - Helena Haubrich - Canoas - Ieda Maria Wobeto - Caxias do Sul - Solange Narciso - Guaíba - Cledy Souza Terres - Jaguarão - Leomar Bilbao | - Montenegro - Rosa Maria Gallas - Novo Hamburgo - Iara Bernd - Passo Fundo - Yara Sussembach - Pelotas - Marly Sturbelle - Porto Alegre - Eleonora Souza Leitão - Quaraí - Diná Ribeiro - Rosário do Sul - Marieta Pereira Chagas | - Santa Maria - Ana Maria Bicca Kroeff - Santo Ângelo - Izete Pinheiro Machado - Santana do Livramento - Heda Nunes Moreira - São Gabriel - Vera Lúcia Nagel - São Leopoldo - Mariza Flores - Soledade - Iara Serrano |